# Vollenhovia undecimalis
Vollenhovia undecimalis es una especie de hormiga del género Vollenhovia, tribu Crematogastrini, familia Formicidae. Fue descrita científicamente por Donisthorpe en 1948.
Se distribuye por Asia y Oceanía: Indonesia y Papúa Nueva Guinea.